# Elephas indus culices non timet

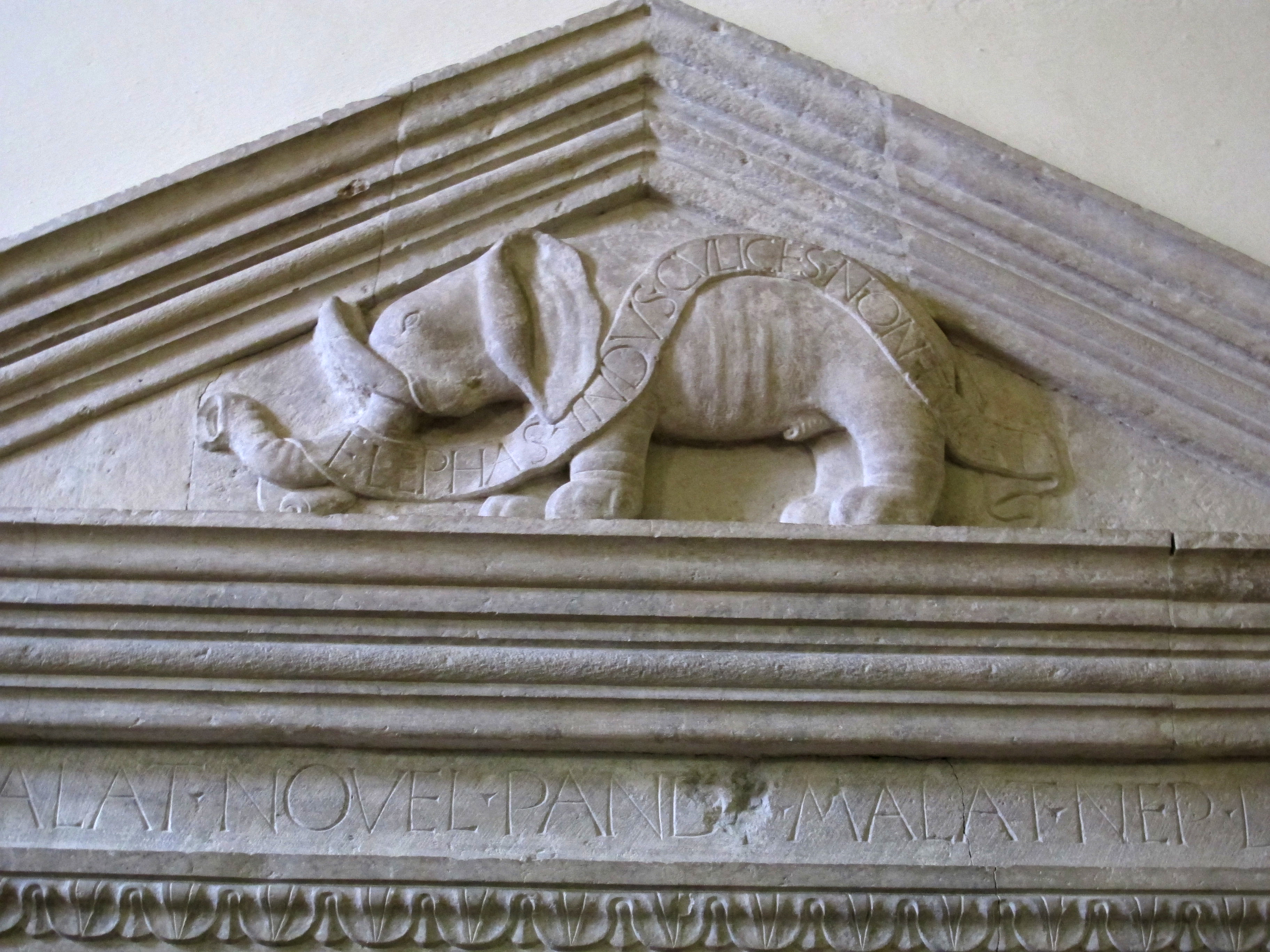
Il timpano del portale della Biblioteca Malatestiana sul quale campeggia l'elefante, emblema dei Malatesta, con il motto "Elephas Indus culices non timet" ("L'elefante indiano non teme le zanzare")

Elephas indus culices non timet  (lett. "L'elefante indiano non teme le zanzare") era il motto di Domenico Malatesta (1417 - 1468) e si trova scolpito o inciso in più luoghi della Biblioteca Malatestiana di Cesena.
L'espressione indica che chi è forte non si cura delle meschinità e delle piccinerie tipiche dei deboli, ed è stato sovente utilizzato nella storia per spiegare il fatto che un governante non sempre ha bisogno di combattere e perseguitare i propri oppositori.
Ma per i cesenati l'espressione deriva dal fatto che i Malatesta erano nemici del Da Polenta signori di Ravenna quindi l'elefante (simbolo di Cesena) non teme le zanzare (simbolo di Ravenna sita in zona paludosa, malsana e notoriamente infestata da zanzare). 